# 細畑村
細畑村（ほそばたむら）は、かつて岐阜県稲葉郡にあった村である。
現在の岐阜市細畑、長森細畑、細畑塚浦などに該当する。
町村制で細畑村の発足時は厚見郡であったが、郡の合併で稲葉郡の村となっている。

## 歴史
- 1889年（明治22年）7月1日 - 町村制により、細畑村発足。
- 1897年（明治30年）4月1日[2] - 方県郡の一部、厚見郡、各務郡が合併し、稲葉郡となる。当村は稲葉郡の村となる。
- 1897年（明治30年）4月1日 - 切通村、蔵前村、高田村、芋島村、東中島村と合併し、南長森村発足。同日細畑村は廃止となる。